# برمجة الألعاب
برمجة الألعاب جزء من مجال تطوير الألعاب، وهو عباره عن التطوير البرمجي لألعاب الفيديو. برمجة الألعاب يحتاج إلى مهارات في هندسة البرمجيات كما أنه يحتاج تخصص في واحده أو أكثر من المجالات التالية، وهي: المحاكاة، رسوم الحاسب، الذكاء الاصطناعي، قواعد البيانات، مرحله التصميم، الفيزياء ، برمجة الصوتيات، والمدخلات.
غالبيه المبرمجين المهتمين بهذا المجال سبب اهتمامهم انها هوايه يحبون ادائها.

## عمليه التطوير
المحترفين في مجال تطوير الألعاب غالباً يبدأون في تطوير الجانب التصميمي للعبه أولاً، وهي في حد ذاتها لها أكثر من مصدر . أحياناً عملية تطوير اللعبة تبدأ بدون فكره واضحه للتصميم لكن تتضح الفكرة مع عدد من التجارب . مثال مصمم الألعاب ويل بدأ بتطوير لعبه سيمز الشهيرة بجعل المبرمجين يقومون بتجربه عدد من الافكار .

## النماذج
المبرمجين في العادة يحتاجون لعمل نماذج للافكار والمواصفات التي ستكون في اللعبة . النماذج للعبه تكون في البداية لتسهل عمليه التصميم وايضا ليسهل اضافه الافكار إليه

## تصميم اللعبة
المبرمجين ليست وظيفتهم الأساسية تصميم اللعبة، وإنما المساهمة في طرح الافكار قبل التصميم . مصمم اللعبة يلتمس الافكار والاقتراحات من منتج اللعبة وقائد فريق البرمجة ليحصل على تصور صحيح لاستراتيجيات اللعبة . في بعض الاحيان يشارك في التصميم من غير المنتجين للعبه كـا كتاب الحقوق للعبه .

## برمجة الألعاب
تستعمل عدة لغات برمجة في هذا المجال ولكن أفضل لغة بلا منازع في برمجة الألعاب هي سي++، هذا لا يمنع من استعمال لغات أخرى مثل سي شارب وجافا سكريبت
المبرمجين وظيفتهم التقريب بين التصميم واللعبة . عمليه التصميم تتغير بتغير لغات البرمجة وتطورها .